# ۲۱ شهریور
۲۱ شهریور صد و هفتاد و ششمین روز سال در گاه‌شماری خورشیدی است. به پایان سال ۱۸۹ روز (۱۹۰ روز در سال کبیسه) باقی‌است.

## رویدادها
- ۱۳۹۱ - رقابت ۲۱ شهریور ۱۳۹۱ تیم ملی فوتبال ایران با تیم ملی فوتبال لبنان در مرحله مقدماتی جام جهانی فوتبال ۲۰۱۴ (آسیا)
- ۱۳۹۷ - آغاز اعتصاب سراسری کردستان
- ۱۴۰۲ - انحلال رسمی مؤسسه اعتباری توسعه توسط بانک مرکزی

## زادروزها
- ۱۲۸۴ - علی امینی، سیاستمدار
- ۱۳۲۰ - جلال‌الدین معیریان، چهره پرداز
- ۱۳۲۳ - بهمن کشاورز، رئیس اتحادیه سراسری کانون‌های وکلای دادگستری ایران
- ۱۳۲۶ - سید مرتضی آوینی، کارگردان
- ۱۳۴۵ - انوشه انصاری، کاوشگر
- ۱۳۵۶ - فرزاد حسنی، مجری، بازیگر و ترانه‌سرا
- ۱۳۶۳ - سامان صفا، بازیکن فوتبال
- ۱۳۷۲ - ایمان پهلوی، فرزند دوم شاهزاده رضا پهلوی

## درگذشت‌ها
- ۱۳۵۴ - محمد خاتمی، نظامی و خلبان
- ۱۳۶۰ - شهاب‌الدین اشراقی، داماد سید روح‌الله خمینی
- ۱۳۷۵ - چنگیز شهوق، نقاش و مجسمه‌ساز
- ۱۳۷۹ - میرزا علی احمدی میانجی، آموزگار اخلاق اسلامی
- ۱۳۹۱ - عقرب سیاه، بزهکار
- ۱۳۹۷ - حسین عرفانی، بازیگر و دوبلور

## مناسبت‌ها
- روز ملی سینما[۱]